# Mamy blues
Mamy Blues is het achttiende en laatste album van de Belgische stripreeks Jojo en werd getekend door André Geerts en geschreven door Sergio Salma. Het album was op twee platen na af toen André Geerts te ziek werd om het af te werken en overleed. Het tekenwerk werd afgerond door Alain Mauricet en Renaud Collin. Het verhaal verscheen in voorpublicatie in Spirou in 2010 en verscheen in album bij uitgeverij Dupuis in 2011.

## Verhaal
Mamy, de oma van Jojo, heeft geen energie of levensvreugde meer. Terwijl Jojo haar vergezelt naar de dokter, vindt hij een prijsvraag in een magazine in de wachtzaal. In het geheim neemt hij deel en hij wint de hoofdprijs: een cruise op de Middellandse Zee. Mamy en dik Lowietje vergezellen Jojo op de cruise. Op het schip ontmoet Jojo een meisje op wie hij verliefd wordt.

## Ontstaan
Het scenario werd voor Geerts geschreven door Sergio Salma. Salma die zelf tekenaar is, leverde een uitgetekend scenario af aan Geert. Geerts gaf wel zijn eigen draai aan de nieuwe personages, zoals de dokter en de kapitein op het cruiseschip. Salma wilde breken met het gewone universum van Jojo. Daarom verzon hij de ziekte van Mamy en liet hij Jojo zijn vertrouwde, intimistische decor verlaten. Als voorbereiding op de strip hebben Geerts en Salma een ferryovertocht van Zuid-Frankrijk naar Corsica gemaakt waarbij veel foto's werden gemaakt als documentatie voor de scènes op het cruiseschip. Deze scènes waarop het schip en de zee te zien zijn, brachten Salma ertoe veel langgerekte, horizontale kaders te voorzien in de strip.